# Невозможный человек
Невозможный человек (англ. Impossible Man) — вымышленный суперзлодей американских комиксов издательства Marvel Comics. Он является Поппупианцем с планеты Поппап, обладающим способностью менять внешний вид своего тела. Персонаж как правило используется в комедийных целях, представляя собой одинокого, ищущего внимания инопланетянина, который зачастую раздражает окружающих, особенно Фантастическую четвёрку. В какой-то момент Невозможный человек создал жену по имени Невозможная женщина, от которой у него появился сын по имени Адольф Невозможный.
На протяжении многих лет с момента его первого появления в комиксах персонаж появлялся в других медиа продуктах, включая мультсериалы и видеоигры.

## История публикаций
Невозможный человек был создан сценаристом Стэном Ли и художником Джеком Кирби, дебютировав в The Fantastic Four #11 (Ноябрь 1962). По словам Ли в интервью 1970 года, это «был наименее продаваемый комикс про Фантастическую четвёрку, которую мы когда-либо имели». По мнению Ли, зелёный инопланетянин на обложке был «слишком необычным и слишком несерьёзным».
После долгого отсутствия Невозможный человек вернулся в Fantastic Four #175 (Октябрь 1976) и посетил офис Marvel Comics. В конце истории он был усыновлён Фантастической четвёркой. На этот раз персонаж обрёл популярность. Он регулярно появлялся в комиксе вплоть до #195 (Июнь 1978), когда Невидимая леди заявила, что устала от него, после чего он превратился в пчелу и улетел.
Первоначально у него были неограниченные способности по изменению формы — он убедительно подражал Сью Ричардс в Fantastic Four #175 (Октябрь 1976) и президенту Джимми Картеру в Marvel Two-in-One #27» (Май 1977) — но в The New Mutants Annual #3 (Сентябрь 1987), он мог превратиться только во что-то зелёно-фиолетовое, и с тех пор это ограничение сохранилось.  

## Вне комиксов

### Телевидение
- Фрэнк Уэлкер озвучил Невозможного человека в мультсериале «Фантастическая четвёрка» 1978 года[11].
- В мультсериале «Фантастическая четвёрка» 1994 года Невозможного человека озвучил Джесс Харнелл[11].
- Невозможный человек появляется в эпизодах мультсериала «Кудесник» и «Поединок чемпионов» «Фантастическая четвёрка: Величайшие герои мира» 2006 года, где его озвучил Терри Классен[11].
- Харнелл вновь озвучил Невозможного человека в мультсериале «Супергеройский отряд» 2009 года[11].
- Кенни повторил роль Невозможного человека в мультсериале «Мстители, общий сбор!» 2013 года[11].
- В мультсериале «Халк и агенты У.Д.А.Р.» 2013 года Невозможный человек, вновь озвученный Кенни, появился в эпизоде «Миссия невыполнима»[11].

### Видеоигры
В игре Marvel Super Hero Squad Online 2011 года игрок может найти прячущегося по всему городу Невозможного человека, которого озвучил Том Кенни. Если игрок столкнётся с ним пять раз,между ними развернётся сражение.

## Критика
Screen Rant поместил Невозможного человека на 9-е место среди «10 самых могущественных врагов Фантастической четвёрки».